# بئر العجرمية رقم 1
بئر العجرمية رقم 1 هي بئر نفطية تقع شمال غرب مدينة رفحاء، بمنطقة الحدود الشمالية في المملكة العربية السعودية. أعلن وزير الطاقة السعودي الأمير عبد العزيز بن سلمان عن اكتشاف البئر في 27 ديسمبر 2020.

## الإنتاج
أوضح وزير الطاقة السعودي الأمير عبد العزيز بن سلمان في تصريح لوكالة الأنباء السعودية، أن «اختبار بئر العجرمية رقم 1، أسفر عن تدفق النفط بمعدل 3850 برميلاً في اليوم.»